# Трегубов, Ростислав Вадимович
Ростисла́в Вади́мович Трегу́бов (? — после февраля 1917) — чиновник военного ведомства, видный деятель монархического движения, один из основателей Союза русского народа, секретарь Главного Совета Союза русского народа.

## Биография
Место, год рождения и образование Трегубова — неизвестны. 

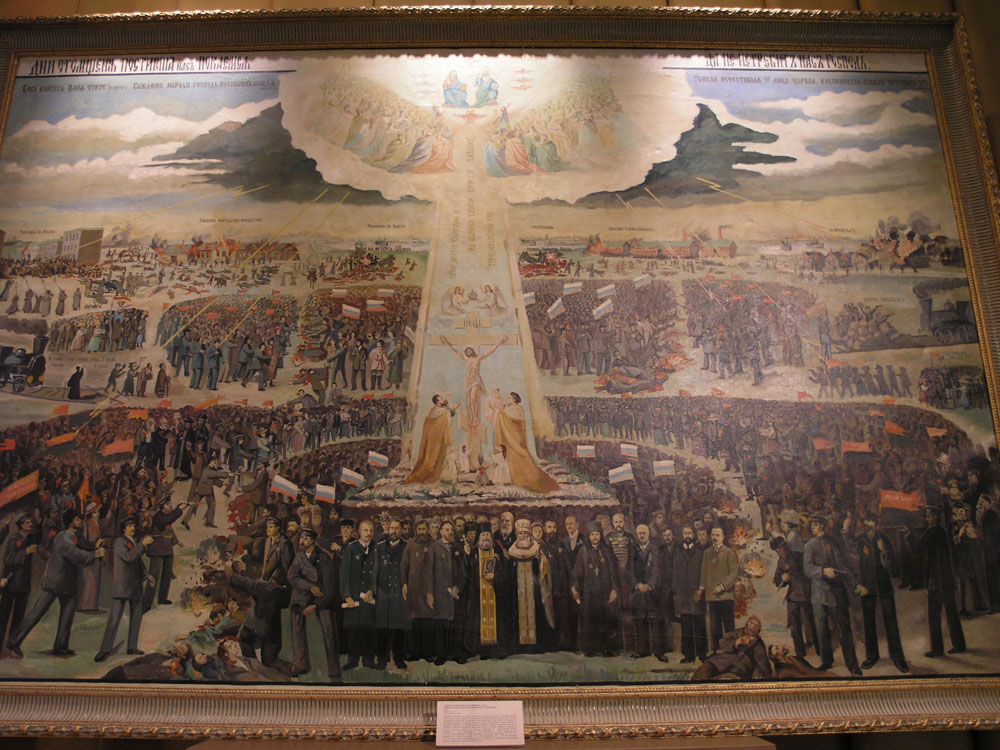
Картина «Дни отмщения постигоша нас... покаемся да не истребит нас Господь», 1905—1907 год, предположительно авторство Майков, Аполлон Аполлонович (его изображение присутствует на картине). Государственный музей истории религии. На картине, по-видимому, рукой автора надписано: «Ныне по примеру ангелов защищают Царскую власть от бесов главные учредители Союза Русского Народа: 1 — игумен Арсений; 2 — протоиерей Иоанн; 3 — А. Дубровин; 4 — И. Баранов; 5 — В. Пуришкевич; 6 — Н. Ознобишин; 7 — В. Грингмут; 8 — князь Щербатов; 9 — П. Булацель; 10 — Р. Трегубов; 11 — Н. Жеденов; 12 — Н. Большаков; 13 — о. Илиодор. В священных книгах сказано, что когда люди уклонялись в идолопоклонство, Бог истреблял их».

Во время Первой Русской революции Трегубов стал одним из учредителей Союза русского народа. Ростислав Вадимович был членом Русского собрания. В 1908—1909 Трегубова — председатель Александро-Невского отдела Союза русского народа в Санкт-Петербурге, кандидат в члены Главного Совета Союза русского народа. В 1909 году, во время раскола Союза русского народа Трегубов поддержал группу Н. Е. Маркова и Э. И. Коновницына. В 1909 году Коновницын был избран товарищем (заместителем) председателя Главного совета Союза русского народа, а Трегубов занял освободившееся место Коновницына, он стал председателем Союза русского народа в Санкт-Петербурге, кроме того, он стал членом «обновленческого» Главного Совета. В январе 1912 года Ростислав Вадимович стал членом Устроительного Совета Всероссийского Съезда Союза Русского Народа, где он исполнял должность секретаря. 14-16 мая 1912 года Трегубов был участником 4-го Всероссийского съезда Союза русского народа в Санкт-Петербурге, этот съезд собрал сторонников Маркова. 16-20 мая 1912 года Трегубов — участник 5-го Всероссийского съезда Русских Людей в Санкт-Петербурге, где был избран секретарем Устроительного разряда съездов. В 1913 году Ростислав Вадимович Трегубов становится Главного совета Союза русского народа. В октябре 1915 года во время Первой мировой войны он подписал резкое Окружное послание Главного Совета Союза русского народа, в котором давалась оценка ситуации, разоблачались «происки жидо-масонов», пытающихся ослабить власть самодержавия, и содержался призыв к активизации монархических сил. В феврале 1917 года Ростислав Вадимович подписал послание, посвященное подготовке к монархическому съезду. После этого сведения о жизни и времени смерти Трегубова отсутствуют.